# هوسلوانگ
هوسلوانگ (به آلمانی: Höslwang) یک شهر در آلمان است که در بایرن واقع شده‌است.

## خصوصیات
هوسلوانگ ۱۶٫۱۸ کیلومترمربع مساحت دارد ۵۹۴ متر بالاتر از سطح دریا واقع شده‌است.